# Chhapar
Chhapar (o Chhapara) è una suddivisione dell'India, classificata come municipality, di 17.855 abitanti, situata nel distretto di Churu, nello stato federato del Rajasthan. In base al numero di abitanti la città rientra nella classe IV (da 10.000 a 19.999 persone).

## Geografia fisica
La città è situata a 27° 49' 0 N e 74° 24' 0 E e ha un'altitudine di 301 m s.l.m..

## Società

### Evoluzione demografica
Al censimento del 2001 la popolazione di Chhapar assommava a 17.855 persone, delle quali 9.035 maschi e 8.820 femmine. I bambini di età inferiore o uguale ai sei anni assommavano a 3.376, dei quali 1.758 maschi e 1.618 femmine. Infine, coloro che erano in grado di saper almeno leggere e scrivere erano 9.877, dei quali 5.851 maschi e 4.026 femmine.